# Farooqiella kashmiriensis
Farooqiella kashmiriensis is een vliesvleugelig insect uit de familie Eulophidae. De wetenschappelijke naam is voor het eerst geldig gepubliceerd in 2005 door Jamal Ahmad.